# Tromboranga
Tromboranga est un groupe de salsa, qui met comme son nom l'indique les trombones en avant, comme au temps des années 1960 et 1970.
L'orchestre réunit des musiciens de la Caraïbe et d'Europe, qui résident à Barcelone en Espagne.

## Composition du groupe et tournées
Le groupe se compose de:
- Joaquín Arteaga (directeur musical, Timbal, compositeur) (Venezuela), ancien percussionniste, directeur d'orchestre et compositeur du groupe Bloque 53.
- Freddy Ramos, (sonero, compositeur, arrangeur) (Venezuela).
- Diego Coppinger, (sonero, compositeur) (Cuba)
- Rafael Madagascar, (piano) (Colombie)
- Lorenzo “el Diablo” Barriendos, (basse) (Venezuela). Ancien membre de Trabuco Venezolano, grupo Mango, Guaco, etc. :
- Vladimir Peña (Venezuela), Thomas Johnson (Angleterre), Albert Costa (Catalogne) (trombones)
- Carlos ”Compota” Reyes (congas) (Cuba)
- Cristian “El niño” Cosanatan (bongos) (Pérou).

Leur premier EP Agua que va caer sort en novembre 2011 et leur premier véritable album éponyme de Salsa dura en avril 2012, année où ils enregistrent aussi un CD en collaboration avec Bloque 53, Tumba Puchunga, qui comprend des morceaux tels que “Me alborotas” y el mismo “Tumba Puchunga” classés dans des hits-parades de radios sud-américaines.
En avril 2013 sort le CD Al mal tiempo buena salsa, suivi d'une tournée mondiale (Espagne, France, Belgique, Suisse, Pays-Bas, Tunisie, Allemagne et Colombie).
En novembre 2013 sort le vinyle (série limitée à 300 exemplaires) Solo para coleccionistas. 
Ils ont donné quatre concerts à la Feria de Cali et à Pereira, affichant complet à chaque fois. 
Leurs fans se sont donné le nom de “Salseros Tromborangueros”.
En 2014, ils font une tournée au Mexique de quatre dates, faisant salle comble.
En 2015, Tromboranga effectue une tournée mondiale, d'abord dans toute l'Europe, puis en Colombie, en Équateur et aux États-Unis d'est en ouest (Copacabana à NY, Queens NY, New Jersey, Congahead studios NY, Orlando, Miami (4 concerts), Houston, Denver, Las Vegas, Los Angeles).
“Salsa pa´rato” comporte des morceaux comme “Palo pa´la campana”, un tube auprès des danseurs de salsa, “Sentimiento Caleño”, un hommage à la ville de Cali (Colombie). 
Il y a aussi des chansons à texte comme “Esclavo de tu apariencia”, “No tengo pa´pagar”, et “Como la marea” 
Parmi leurs morceaux “Agua que va caer”, “Humildad”, “Te provoca”, “Adios que te vaya bien”, “Mama Calunga”, “Amigo el ratón”, “Boogaloo de Marilu”, “Rompe colchón” sont régulièrement joués sur les pistes où l'on danse la salsa.

## Discographie

### Participations
- Orquesta Calibre ft. Tromboranga - Charrupi (2015)

## Récompenses
- Latin UK Music Awards (The "LUKAS") : Vainqueurs pour la meilleure performance en Europe de musique tropicale en 2017[1].